# Hoàng phu nhân
Hoàng phu nhân (chữ Hán: 黃夫人), không rõ năm sinh mất, không rõ tên gì, dân gian tương truyền những tên gọi như Hoàng Nguyệt Anh (黃月英), Hoàng Thụ (黃綬) hoặc Hoàng Thạc (黃碩), được biết đến là phu nhân của Thừa tướng Thục Hán là Gia Cát Lượng.
Tương truyền bà có khả năng thông thuộc binh thư, trên biết thiên văn dưới tường địa lý, đa mưu túc trí không thua kém Gia Cát Lượng - chồng của mình nhưng dung mạo cực kì xấu xí, được liệt vào Ngũ xú Trung Hoa.

## Tiểu sử
Bà người huyện Bạch Thủy (nay là Hồng Hồ, Hồ Bắc), là con gái của danh sĩ Hoàng Thừa Ngạn (黄承彦) và Thái phu nhân, một quý phu nhân xuất thân từ dòng dõi họ Thái ở Trần Lưu, là con gái Thái Phúng (蔡讽), cùng cha với Thái Mạo và Thái phu nhân ở Kinh Châu Lưu Biểu. Tương truyền Hoàng thị là một người phụ nữ làn da ngăm đen, tướng mạo xấu xí, có tên tục Hoàng A Sửu (黃阿醜).
Khi Hoàng Thừa Ngạn biết Gia Cát Lượng muốn tìm người kết hôn, liền đối Lượng mà nói: "Ta có một đứa con gái tướng mạo xấu xí, tóc màu vàng, da dẻ đen đúa, nhưng có thể cùng ngươi xứng đôi.". Kết quả Gia Cát Lượng không để bụng dung mạo của bà, lập tức nhận lời kết hôn. Do đó dân gian lưu truyền câu ca dao: "Mạc tác Khổng Minh trạch phụ, Chính đắc A Thừa xú nữ.", tức là "Chẳng ai chọn vợ như Khổng Minh, lấy phải con gái xấu A Thừa".
Khi Khổng Minh bận sự vụ, mọi việc giáo dục hoặc việc nhà đều do bà trông nom. Về sau, con trưởng là Gia Cát Chiêm khi Tào Ngụy tấn công, đã tử thủ ở Miên Trúc, còn con nhỏ Gia Cát Hoài đối mặt Tấn Vũ Đế Tư Mã Viêm không hề vì tư lợi mà bán mình. Người đời đánh giá đây không thể không xét công lao giáo dục của Hoàng phu nhân.